# Geometria esfèrica

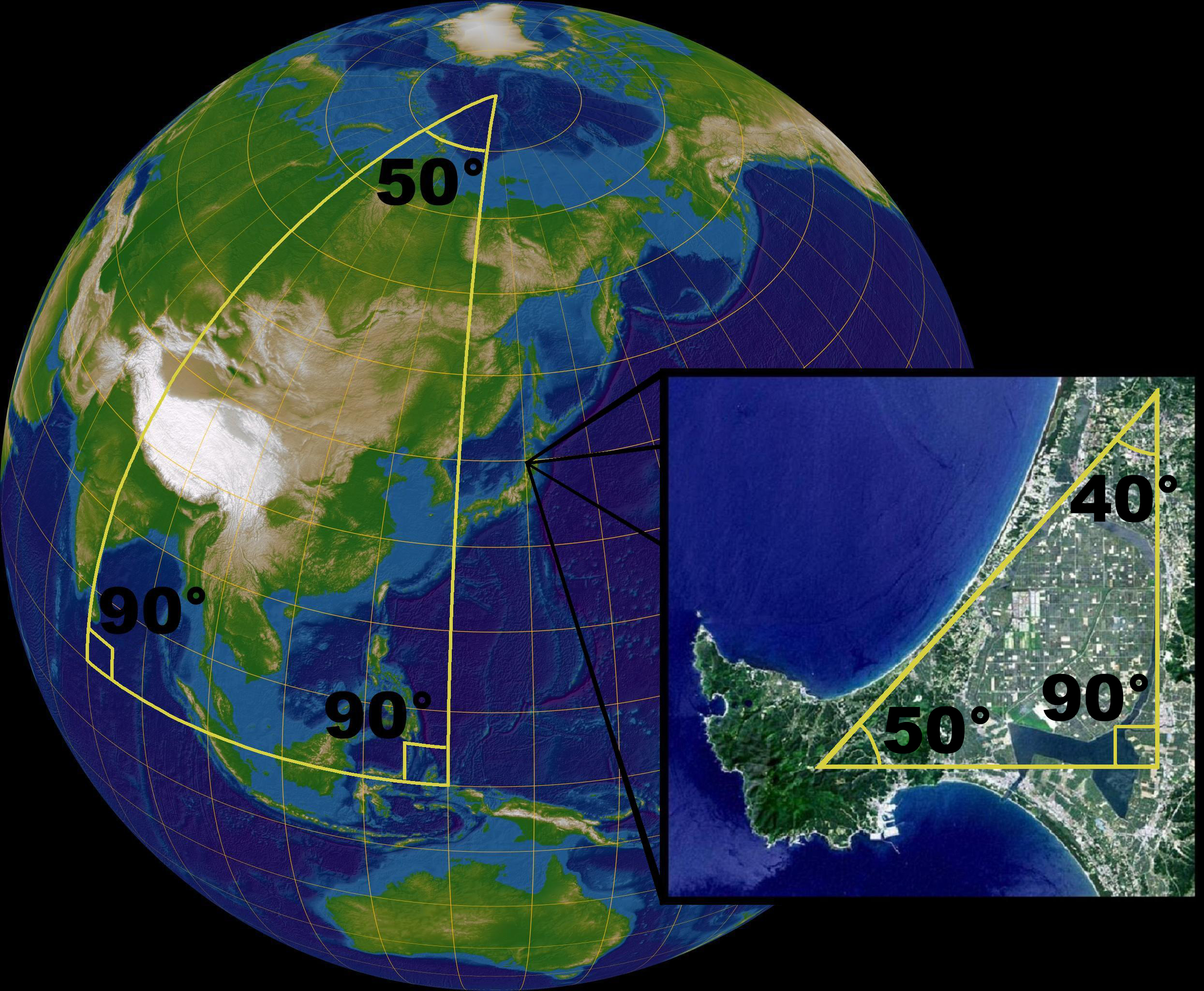
En una esfera, la suma dels angles d'un triangle no és igual a 180°. Una esfera no és un espai euclidià, però localment les lleis de la geometria euclidiana són bones aproximacions. En un petit triangle a la cara de la Terra, la suma dels angles és molt propera a 180°. Una esfera pot ser representada per una col·lecció demapes de dues dimensions, per tant, una esfera és una varietat, en el triangle corb convex la suma dels angles pot ser superior a 180°.

La geometria esfèrica és la geometria de la superfície bidimensional d'una esfera. És un exemple de geometria no euclidiana.
En geometria plana els conceptes bàsics són el punt i la línia. En l'esfera, elspunts estan definits en el sentit usual. Els equivalents de les línies no estan definits en els sentit usual de la "línia recta" sinó en el sentit de "les trajectòries més curtes entre els punts", la qual cosa s'anomena geodèsica. En l'esfera els geodèsics són els grans cercles, així que els altres conceptes geomètrics són definits com en la geometria plana però amb les línies substituïdes pels grans cercles. Així, en geometria esfèrica els angles estan definits entre els grans cercles,resultant en una trigonometria esfèrica que es diferenciï de la trigonometria ordinària en molts aspectes (per exemple la suma dels angles interiors d'un triangle excedeixels 180 graus).
La geometria esfèrica és el model més simple de la geometria el·líptica, en la qual una línia no tés cap línia paral·lela a través d'un punt donat. En contrast amb la geometria hiperbòlica, en la qual una línia tés dues paral·leles, i un nombre infinit d'ultra-paral·lels, a través d'un punt donat.
La geometria esfèrica tés importants aplicacions pràctiques en la navegació i l'astronomia.
Una geometria important relacionada amb la modelada per l'esfera s'anomena pla projectiu real, i és obtinguda identificant les antípodes en l'esfera (parells de punts oposats). Localment, el pla projectiu té totes les propietats de la geometria esfèrica, però té diferents característiques globals. En particular, és no orientable.